# 隠岐國学習センター
隠岐國学習センター（おきのくにがくしゅうセンター、Oki learningcenter）は、島根県隠岐郡海士町福井1339にある公立の学習塾。高校年代を対象としている。
海士町・西ノ島町・知夫村の島前地域2町1村によって、2009年（平成21年）11月に設立。民家を借り上げての試験運用を経て2010年（平成22年）7月に正式オープンし、2015年（平成27年）4月には新校舎に移転した。島根県立隠岐島前高等学校と連携しており、隠岐島前高校と同様に「グローカル人材の育成」を目標に掲げている。公立の学習塾は全国的に見て珍しいとされる。2010年7月の開所時のセンター長は、設立時学習コーディネーターの１人であった豊田庄吾。

## 歴史

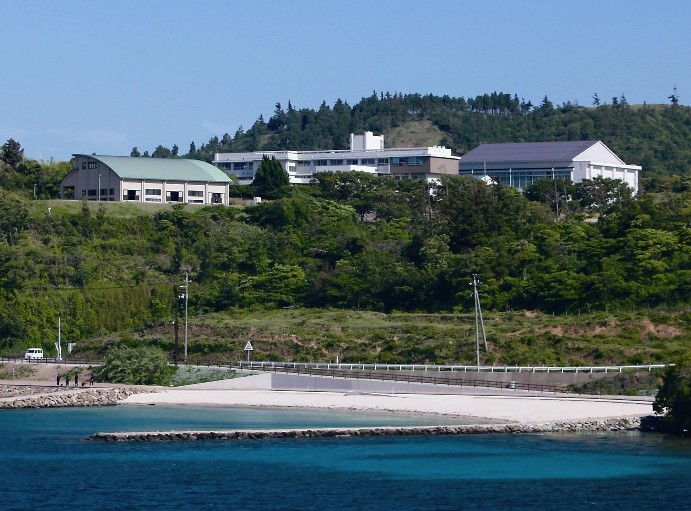
隠岐國学習センターと連携している島根県立隠岐島前高等学校

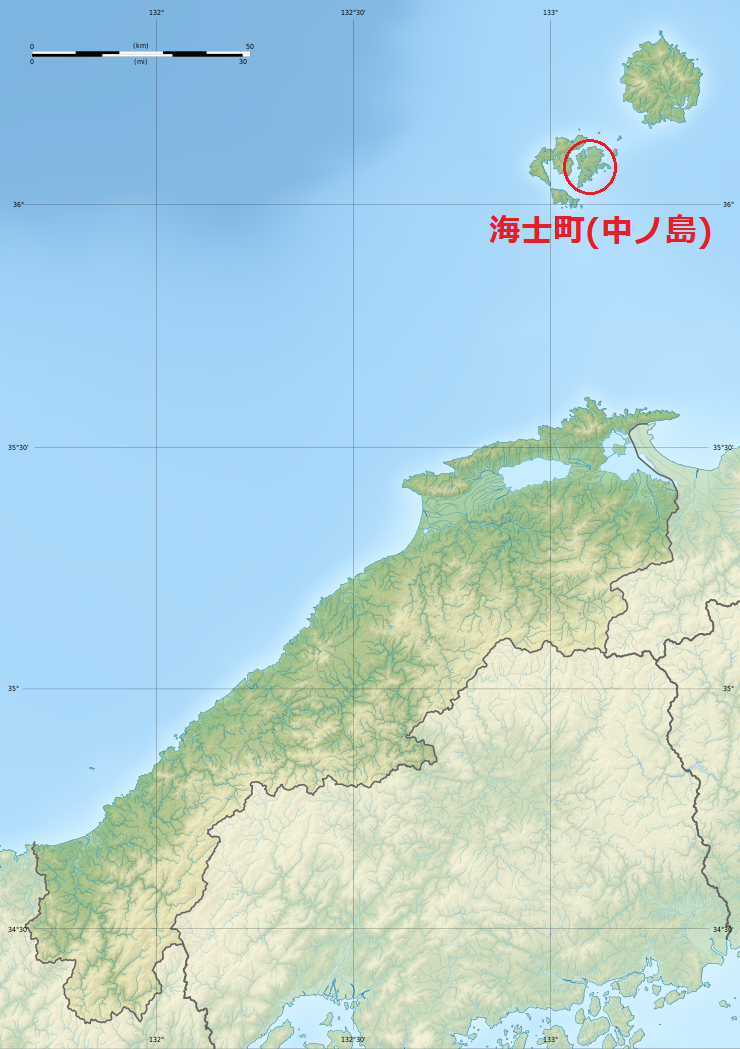
隠岐國学習センターがある隠岐諸島・島前の海士町

島根県立隠岐島前高等学校は海士町・西ノ島町・知夫村の2町1村からなる島前地域唯一の高校であり、様々な学力や希望進路を持つ生徒が在学している。離島である島前地域には民間の学習塾や予備校が少なく、進学に対する不安感もあった。少子高齢化などによって2008年度の隠岐島前高校の入学者数は28人まで減少し、島根県による高校の統廃合が現実味を帯びたことから、2004年の「海士町自立促進プラン」を具体化させた隠岐島前高校の魅力化事業の一環として公立の学習塾の設立が検討された。
2009年（平成21年）11月に隠岐國学習センターが民家を借り上げて設立され、試験運用期間を経て翌年7月に同地で正式にオープンし開所式が行われた。2009年設立時からの最初の１年間は受講料無料で運営を行っていた。2009年の開所当時の塾生は数名～約30人だったが、4年後には100人以上まで増加したため、2015年4月に現在地において校舎を新設移転した。2018年度時点では高校年代の3学年合わせて約130人が通っている。

## 特徴
隠岐國学習センターは島前三町村が費用を出して設立し、海士町・西ノ島町・知夫村の2町1村が運営にあたっている。隠岐島前高校の授業を支援することが目的であることから、スタッフは週1回の頻度で高校教員とミーティングなどを行っている。
隠岐國学習センターの塾生は一人ひとり異なるカリキュラムで学んでいる。講義や個別学習を組み合わせた「教科指導」、興味や夢を進路実現につなげるための「夢ゼミ」の2種類のプログラムからなる。スタッフは設立当初より隠岐諸島以外の出身者が多く、海士町に移住した東大OBをはじめとしてベネッセコーポレーションやZ会に勤務していた講師もいる。
離島という環境もあって塾生の学力レベルは様々だが、2017年度時点では国公立大学または有名私立大学に入学する生徒が全体の3割を占めており、慶応義塾大学や早稲田大学など首都圏の難関私立大学の入学者もいる。なお、海士町の公共図書館である海士町中央図書館は、2015年（平成27年）6月に約300冊を所蔵する分館を隠岐國学習センターに設置している。
長野県下伊那郡阿智村・平谷村・根羽村の3村で組織する「阿智高校協力会」は隠岐國学習センターや隠岐島前高校を参考にして、2013年（平成25年）8月に長野県阿智高等学校の生徒のための無料学習塾を開設している

## 建築
築100年の古民家を改修した床面積約170m2の改修棟、その東側に建設した床面積約290m2の増築棟の2棟からなり、両者は内部で結ばれている。竣工時の木材は島の外から運ばれたとされる。2014年（平成26年）7月に改修・増築に着工し、2015年（平成27年）3月に完工、同年4月7日には海士町長の山内道雄などが出席して竣工式を行った。設計は横浜市のオンデザインパートナーズ、施工は島後・隠岐の島町の門脇工務店。増築棟の屋根には石州瓦が用いられており、外壁や天井には隠岐諸島産の杉材が用いられている。
個人学習、集団学習、ゼミ形式の学習など、多様な学習スタイルに対応できる設計がなされている。海岸線に平行に走る福井地区のメインストリートと島根県立隠岐島前高等学校に向かう坂道が交わる場所にあり、フェリー・高速船・島前内航船が発着する菱浦港から徒歩5分の距離である。
改修棟の中央部は通り土間と呼ばれる半屋外空間となっており、既存の内部壁をほぼすべて除去した開放的な空間である。地域住民の学びへの参画も想定していたことから、この通り土間にはメインストリートと坂道の二方向からアクセス可能となっている。通り土間にはプロジェクタやスクリーンを設置することができ、またミニキッチンがあるためカフェとしても使用できる。冬場には通り土間に薪ストーブが置かれる。